# Brachymeria laevis
Brachymeria laevis är en stekelart som beskrevs av Nikol'skaya 1952. Brachymeria laevis ingår i släktet Brachymeria och familjen bredlårsteklar.
Artens utbredningsområde är Afghanistan. Inga underarter finns listade.